# Лесовое (Кировоградская область)
Лесовое (укр. Лісове) — посёлок в Александровской поселковой общине Кропивницкого района Кировоградской области Украины. Расположен в пределах Червоно-Нерубайского лесного массива.
От станции Цибулёво Одесской железной дороги к посёлку проложена железнодорожная ветка. К областному центру проложены дороги с твёрдым покрытием.

## История
Образован в 1960-е годы как военный городок Кировоград-25. Воинская часть № 14427, выполнявшая задание по ядерно-техническому обеспечению ВС СССР, была сформирована в мае 1960 года в подчинении воинской части № 31600.
В августе 1993 года воинская часть № 14427 вошла в состав Вооружённых сил Украины и была подчинена Центру административного управления войсками стратегических ядерных сил. В этот период часть занималась выполнением трёхстороннего договора по ликвидации ядерного оружия на территории Украины. В октябре 1997 года часть перешла в подчинение Главному ракетно-артиллерийскому управлению вооружения Минобороны Украины. Воинская часть № А0981 сформирована 1 марта 1999 года на базе воинской части № 14427, на основании директивы Министра обороны Украины от 21 апреля 1998 года № Д-115/1/0/61.
3 июня 2008 года населённый пункт получил название Лесовое и статус посёлка в составе Александровского района Кировоградской области. 25 июля 2008 года Кировоградский областной совет отнёс посёлок Лесовое к категории посёлков городского типа и образовал Лесовский поселковый совет.
14 декабря 2008 года состоялись выборы в Лесовский поселковый совет. Первым главой поселкового совета стал Вадим Галкин.
По состоянию на 1 января 2013 года численность населения составляла 1087 человек.
Здесь находится 55-й отдельный автомобильный батальон (55-й окремий автомобільний батальйон) Центрального автомобильного управления вооруженных сил Украины.
В 2020 году, в ходе административной реформы в Украине, посёлок вошел в состав Александровской поселковой общины Кропивницкого района

## Жилищно-коммунальная и социально-культурная сфера
Посёлок имеет автономную структуру обеспечения жизнедеятельности населения и собственную жилищно-коммунальною и социально-культурную сферу. В посёлке 37 жилых домов (из них 14 четырёх-, 1 двух- и 22 одноэтажных), 8 объектов социально-культурной сферы, в частности: школа, детский сад, столовая, дом офицеров, военный лазарет, баня, прачечная, магазины, почтовое отделение, а также 15 объектов коммунального назначения, инженерные сети.